# Paspalidium globoideum
Paspalidium globoideum är en gräsart som först beskrevs av Karel Domin, och fick sitt nu gällande namn av Dorothy Kate Hughes. Paspalidium globoideum ingår i släktet Paspalidium och familjen gräs. Inga underarter finns listade i Catalogue of Life.